# Jeux de mains (film, 2008)
Pour le film de 1935, voir Jeux de mains.
Pour plus de détails, voir Fiche technique et Distribution.
Jeux de mains (On the Other Hand, Death) est un film canadien réalisé par Ron Oliver, sorti en 2008. Il s'agit du troisième film mettant en scène l'inspecteur Donald Strachey après les téléfilms Third Man Out et Traitement de choc et avant Ice Blues. Le film a été exploité au cinéma.

## Synopsis
Donald Strachey enquête sur une série de meurtres homophobes.

## Fiche technique
- Titre : Jeux de mains
- Titre original : On the Other Hand, Death
- Réalisation : Ron Oliver
- Scénario : Gillian Horvath et Ron McGee d'après le roman de Richard Stevenson
- Musique : Peter Allen
- Photographie : C. Kim Miles
- Montage : Tony Dean Smith
- Production : Paul Colichman, Stephen P. Jarchow et James Shavick
- Société de production : Shavick Entertainment, here! Films et Blue Productions
- Pays de production :  Canada et  États-Unis
- Genre : Policier et drame
- Durée : 86 minutes
- Date de sortie : 
  - États-Unis : 18 juillet 2008

## Distribution
- Chad Allen : Donald Strachey
- Sebastian Spence : Tim Callahan
- Margot Kidder : Dorothy
- Gabrielle Rose : Edith
- Nelson Wong : Kenny Kwon
- Daryl Shuttleworth (en) : le détective Bailey
- Damon Runyan : Andrew McWhirter
- Lori Triolo : Gina Santer
- William MacDonald : Jonas Baskin
- Barclay Hope : Carl Deems
- Kerry James : Joey Deems
- Ralph Alderman : le shérif Reg Howard
- Keegan MacIntosh : Derek Baskin
- David Orth : Peter Garritty
- Sean Allan : Crane Sturgis
- Rhys Johnson : Panghorn

## Distinctions
Le film a été nommé au GLAAD Media Award pour le meilleur téléfilm ou la meilleure mini-série.